# Kazna (hokej na ledu)
Kaznu ili kaznene minute u hokejskoj utakmici sudi glavni sudac (ponekad i dva). U muškom hokeju, za razliku od ženskog, igraču je dozvoljeno udariti bokom ili ramenom koji u tom trenu ima pločicu ili ju je imao neposredno prije. Taj se manevar naziva napad tijelom (body checking). Svaki tip fizičkog kontakta u hokeju nije dozvoljen, primjerice najstrože je zabranjen napad palicom, te postoji niz manevara koji se smatraju prekršajima i za njih se dosuđuju kazne. Najčešći je oblik kažnjavanja igrača za prekršaj isključivanje iz igre na određeno vrijeme, tijekom kojeg je obavezan sjediti na klupi za prekršaje, a njegova ga momčad nema pravo zamijeniti. Druga momčad u tom slučaju igra s igračem više, odnosno ostvaruje powerplay.

## Vrste kazne
Kazna od dvije minute može se dosuditi za manje prekršaje poput spoticanja (tripping), udarca laktom (elbowing), udaranje šakom ili grubost (roughing), visoku palicu (high-sticking), previše igrača na ledu (too many players on the ice), korištenje nedozvoljene opreme (illegal equipment), nedozvoljeni napad tijelom (charging), držanje (holding), ometanje (interference), zadržavanje igre (delay of game), povlačenje palicom (hooking) ili nalet palicom (cross-checking).
Ako je prekršaj posebno jak ili je igrač na kojem je prekršaj izvršen zbog toga ozlijeđen, može biti dosuđena dvostruka kazna u trajanju od četiri minute. Kazna istječe nakon zadanog vremena ili nakon što protivnička momčad postigne zgoditak s igračem više, a ako je bila dosuđena dvostruka kazna i protivnička je momčad postigla gol, istječe samo prva od dvije kazne.
Kazna od pet minuta može biti dosuđena ako je igrač u prekršaju bio iznimno nasilan ili je namjerno ozlijedio protivničkog igrača, te za prekršaje tučnjave (fighting), nedozvoljenog napada s leđa (checking from behind) i bodenja lopaticom palice (spearing). Takve se kazne uvijek služe u potpunosti i ne istječu ako protivnička momčad postigne zgoditak.
Igraču može biti dosuđena i disciplinska kazna u trajanju od deset minuta, koja ne može biti skraćena, ali momčad može tog igrača zamijeniti osim u slučaju kad je s disciplinskom kaznom povezan i prekršaj (odnosno kad je igraču dosuđena kazna dva-plus-deset ili pet-plus-deset).
Disciplinska se kazna dosuđuje ako se ustanovi namjera ozljeđivanja protivničkog igrača (prema mišljenju suca), za veće prekršaje izvedene palicom i za višestruko ponavljanje manje prekršaje. Igrač kojem je dosuđena disciplinska kazna mora smjesta napustiti led, te ne sjedi na klupi za prekršaje. Ako je uz disciplinsku kaznu dosuđen i prekršaj, na klupi za prekršaje kaznu mora izdržati igrač kojeg odredi trener.

### Kazneni udarac
Kazneni udarac dosuđuje se ako je na igraču tijekom breakawaya izvršen prekršaj, u slučaju da je obrambeni igrač koji nije vratar pokušao tijelom spriječiti da pločica uđe u gol na vratarovom području (crease), u slučaju da je vratar namjerno pomaknuo gol da bi izbjegao primiti zgoditak u breakawayu, u slučaju da je obrambeni igrač namjerno pomaknuo gol kad do kraja utakmice ima manje od dvije minute ili tijekom produžetka, te u slučaju da je igrač ili trener namjerno bacio palicu ili drugi predmet na pločicu ili igrača koji ju u tom trenutku vodi i tako spriječio udarac prema golu ili dodavanja za udarac.
Suci imaju pravo zaustaviti igru za prekršaje poput korištenja ruke za zaustavljanje pločice u obrambenoj zoni, ali za te se prekršaje ne dosuđuje kazna. U takvim se slučajevima dosuđuje kazna jedino ako je igrač namjerno tijelom zaustavio pločicu, nosio pločicu u ruci, te ispucao pločicu izvan igre u obrambenoj zoni, što se smatra zadržavanjem igre.